# Helmut Müller (Politiker, 1931)
Helmut Müller (* 15. Juni 1931 in Düren; † 22. November 2012 ebenda) war ein deutscher Politiker (SPD). Er war von 1982 bis 1990 Mitglied des Landtags von Nordrhein-Westfalen.

## Ausbildung und Beruf
Helmut Müller schloss das  Gymnasium mit der Mittleren Reife ab. Danach machte er eine Lehre als Industriekaufmann mit dem Abschluss der Kaufmannsgehilfenprüfung. Von 1953 bis 1956 belegte er ein Studium an der Verwaltungs- und Wirtschaftsakademie Köln. 1960 erfolgte eine Spezialausbildung als Büroorganisator. Danach war Müller in mehreren Industriebetrieben tätig. 1963 wurde er als Vertriebskaufmann für Büroorganisationsmittel und Datenverarbeitungszubehör selbstständig.

## Politik
Helmut Müller war seit 1967 Mitglied der SPD. Er fungierte als stellvertretender Landesvorsitzender der SPD-Arbeitsgemeinschaft der Selbständigen (AGS). 1972 wurde er Mitglied des SPD-Ortsvereins Düren-Mitte und von 1980 bis 1983 war er dessen Vorsitzender. Stadtverordneter in Düren war er von 1969 bis 1972 und erneut von 1975 bis 1979.
Helmut Müller war vom 11. Oktober 1982 bis zum 29. Mai 1985 Mitglied des 9. Landtages von Nordrhein-Westfalen, in den er nachrückte. In den 10. Landtag (30. Mai 1985 bis 30. Mai 1990) wurde er für den Wahlkreis 008 Düren II direkt gewählt.